# Dzieci z banku spermy
Dzieci z banku spermy (ang. Generation Cryo, 2013) – amerykański program telewizyjny typu reality show wyprodukowany przez Off the Fence.
Światowa premiera programu reality show miała miejsce 25 listopada 2013 roku na amerykańskim kanale MTV. W Polsce premiera programu zadebiutowała 23 marca 2014 roku na antenie MTV Polska.

## Opis fabuły
Program opowiada o losach 17-letniej dziewczyny imieniem Breeanna, która dowiaduje się, że została poczęta dzięki anonimowemu dawcy spermy i chce się dowiedzieć więcej o rodzeństwie. Dziewczyna postanawia poznać wszystkich, a także namówić ich, aby razem z nią odszukać dawcę numer 1096, których jest ich wspólnym, biologicznym ojcem.

## Bohaterowie
- Breeanna[10]
- Jonah i Hilit[10]
- Jayme i Jesse[10]
- Paige, Molly i Will[10]
- Jesse[10]

## Spis odcinków
| Światowa premiera | Polska premiera | N/o | Angielski tytuł   |
| ----------------- | --------------- | --- | ----------------- |
|                   |                 |     |                   |
| SERIA PIERWSZA    |                 |     |                   |
|                   |                 |     |                   |
| 25.11.2013        | 23.03.2014      | 01  | Who's Your Daddy  |
|                   |                 |     |                   |
| 02.12.2013        | 30.03.2014      | 02  | Come to Grips     |
|                   |                 |     |                   |
| 09.12.2013        | 06.04.2014      | 03  | We're Your Family |
|                   |                 |     |                   |
| 16.12.2013        | 13.04.2014      | 04  | Closing In        |
|                   |                 |     |                   |
| 23.12.2013        | 20.04.2014      | 05  | The Reunion       |
|                   |                 |     |                   |
| 23.12.2013        | 27.04.2014      | 06  | One Last Trip     |
|                   |                 |     |                   |